# 중국 특색 사회주의
중국 특색 사회주의(중국어 간체자: 中国特色社会主义, 정체자: 中國特色社會主義, 병음: Zhōngguó Tèsè Shèhuìzhǔyì 중궈 터써 서후이주이[*], 영어: Socialism with Chinese Characteristics; abbr. SCC) 또는 중국 사회주의(中國社會主義)는 현재 중국공산당의 공식 이념이다. 국가 관리하의 자본주의 제도가 실시되는 경제체제를 의미한다. 본래 중화인민공화국 특색 사회주의는 농민이 주도가 된 프롤레타리아 혁명을 이루고자 하는 마오쩌둥이 창시한 마오쩌둥 사상의 개념이지만, 덩샤오핑 이후의 중화인민공화국 특색 사회주의는 마르크스주의 이론에 따라 중국은 아직 완전한 사회주의가 아닌, 사회주의로 향하는 사회주의적 사회구성체 초기 발달 단계로, 당의 지도에 따라 사회주의의 기본적 요건을 온전히 갖추고 발전한 다음, 공산주의를 실현하자는 사상이다.
현재 중화인민공화국 특색 사회주의는 덩샤오핑이 말한 후자를 의미하며, 자유주의 학자들은 사실상 국가자본주의의 한 형태라고 주장한다.

## 이념 논리[1]

### 사회주의 시장 경제
덩샤오핑은 자본주의에도 계획경제가 존재하듯 사회주의에도 시장경제가 있다는 사회주의 시장경제론이 있다고 주장하여 엄청난 파장이 일었고 특히 사회주의 시장경제는 중화인민공화국 뿐만 아니라 베트남에도 엄청난 파급력을 미쳤고 특히 우회적으로 조선민주주의인민공화국에도 전파가 되었다.

### 실용주의
직접 미국과 일본 등 강대국을 방문해 자본주의를 살펴본 그는 검은 고양이든 흰 고양이든 쥐만 잘 잡으면 되며 중국을 잘살게 하기 위해서라면 사회주의든 자본주의든 상관없다고 주장했다.

### 선부론
덩샤오핑의 개혁, 개방 노선은 흑묘백묘론으로 대표되는 실용주의 노선에 따라 일방적인 공산주의식 평준화보다는 "부유할 수 있는 사람부터 먼저 부유해져라"라는 선부론을 주장한다.

## 경제 개혁 과정

### 계획 측면 개혁 과정[4]
지방 정부 및 지방 관리 하의 기업이 필요로 하는 산업 원자재 중 중앙정부의 명령적 배분 계획에 의해 조달되는 부분의 비중이 1980년의 경우 70%에 달했으나 1987년에는 20% 수준으로 감소하였다.
한편 1980년의 경우 국가 계획에 의해 생산 공급되던 공산품이 120개 항목에 달했으나 1987년에는 60개 항목으로 줄어들었으며, 정부에 의해 통합적으로 배분되던 생산 원자재는 같은 기간 동안 256개 항목에서 27개 항목으로 줄었다. 
1983 - 1992년 동안 주요 생산 원자재 생산 단위의 총생산량 중 정부와의 각종 계약에 의거하여 생산 공급한 부분의 비중이 지속적으로 감소했음을 보여주고 있는데, 이는 곧 계획 경제 영역이 축소되어 왔음을 의미한다.
한편 중화인민공화국 정부는 1981년부터 소비재 도매의 경우, 상품을 1. 정부가 통일적으로 배분하는 품목 2. 계획에 의해 정부가 구매하는 품목 3. 생산 단위와 정부의 관련 부서가 자발적 계약에 의해 구매하는 품목 4. 상업기구가 자발적으로 선별 구입하는 품목 등의 네 부류로 구분하였다.
이 중에서 3, 4항에 해당하는 품목의 거래는 시장 거래 형태에 가까운 것으로 볼 수 있는데, 1987년에는 이미 4항에 해당하는 소비재가 대형 소매 상업 기구 전체 구입액의 80% 정도를 차지했다.
또한 상업부에 의해 통일적으로 배분되던 소비재 품목수는 1980년의 188개 품목에서 1986년의 22개 품목으로 줄어들었으며, 1986년 국가 계획에 따라 거래된 소비재는 상업기관 전체 소비재 구매량의 30%에 불과했다.
한편 1987년에 이미 생산 단위에 의해 직접 판매되는 소비재의 비중은 50%를 초과함으로써 소비재 부문에 있어서 시장기구의 역할은 급속도로 확대되었다.

### 가격 결정 및 시장 판매 조치 허용
중화인민공화국의 가격체제 개혁은 선별적 가격조정으로부터 시작하여 점차 가격에 대한 정부통제를 완화하는 방향으로 진행되었고 개혁 초기에는 생산단위의 이윤율과 해당 생산품의 수요를 고려하여 상대 가격을 조정하는데 정책 주안점을 두었다.
이에 따라 중국 정부는 1979년이래 지나치게 낮게 책정되어왔던 에너지 및 일부 생산 원자재와 수송 부문 가격을 상향 조정했으며, 이어 소비재중 그다지중요하지 않은 품목들의 가격을 자유화했다.
더욱이 1986년 10월에는 자전거, 텔레비전, 선풍기, 세탁기 등 주요 내구성 소비재의 가격도 자유화했으며 점진적인 개혁에 따라 중화인민공화국 가격체계는 가격조정의 폭과 유연성 이 증가하게 되었으며, 국가 고정가격, 부동가격, 협의 가격, 시장 가격 등 여러형태의 가격결정형식이 공존하게 되었다.
또한 품질에 따른 가격차이를 상품가격의 5 - 20% 범위내에서 인정함으로 생산품의 품질 향상을 도모하였고 1985 - 1995년 동안 사회전체 소매 상품 판매액중 국 가 고정가격, 국가 지도 가격, 자유 시장 가격 비중의 변화 추이를 보 여주고 있다.
한편 생산재 시장 및 물자 교역 센터의 발전과 더불어 중국의 생산 재배치에서 시장 기구의 역할 확대를 보여주는 또 다른 지표로서는 가격 결정 메커니즘의 변화를 들 수 있다.
국가 고정 가격의 비중 이 감소한데 더해 가장 중요한 변화는 개혁 초기의 가격 쌍궤제의 운용이며 가격쌍궤제는 일종의 이중 가격 제도로서 상하 20%로 되어있던 생산재 가격변화의 상한 및 하한을 1985년 2월에 철폐함으로써 국가 계획에 따른 생산분을 초과한 부분에 대해서는 시장 가격을 적용할 수 있게 한 제도이다.
본래 가격 쌍궤제는 상품의 생산 및 판매와 생산재의 배분 등이 국가 계획에 포함되어 있는 생산 단위를 대상으로 하였으나 실질적으로는 국가 계획에 포함되지 않은 생산 단위에 있어서도 광범위하게 적용되었다.
한편 생산재 영역에 있어서도 생산 단위의 자체 판매 비중이 증가함에 따라 이를 소화하기 위한 상업 기구 또한 급속히 발전하였으며 생산재 및 기타 원자재 교역을 위한 생산재 시장이 1979년부터 등장했으며, 1984년부터는 다양한 종류의 물자 교역 센터가 설립되었다.
예를 들어 이미 1988년에 성 및 시급 물자 교역 센터가 395개소, 현급이 1,000개소에 달했으며, 전국 151개 대도시에 182개소의 강철 시장이 정부의 허가를 얻어 설립되었다.
특히 일부 연안지방에서는 생산재 시장의 역할이 매우 커서 강소성의 경우 1988년 강철 생산 총량의 91.6%가 생산재 시장을 통해 거래되었고 소비재의 경우에도 원활한 상품 교역을 위해 1986년 말에는 이미 상업부 관할하에 전국적으로 1,588개소의 교역 센터가 설립되었다.
또한 소비재 소매의 대부분을 차지하던 작은 규모의 국영 상업 기구들을 1. 스스로의 손익에 대해 책임지도록 개조하거나 2. 집체 소유로 전환하거나 3. 개인 경영자에게 임대함으로써 효율적 경영이 가능하도록 하였다.

### 자금 조달 및 사적 기업 설립권
1987년 이후 소유권과 경영권의 분리를 통해 국유기업을 시장 지향의 독립된 기업으로 바꾸기 위해 경영 청부제와 임대제를 실시하였으며 이 가운데 중대형 기업의 소유권은 국유로 계속 유지하되 생산 및 경영 활동은 공개 경쟁에 의해 선정된 경영자에게 일정기간 위임시켜 계약시 책정한 이윤액을 매년 국가에 납부하게 하고, 나머지는 기업 내에서 자유롭게 처분할 수 있도록 허용함과 아울러 성과에 의해 임금을 지급하였다.
그러나 경영자가 실질적으로 상부 조직에 의해 임명되고 국가 간부의 신분을 유지하면서 국유 기업의 자산 관리자 겸 생산 - 경영의 대리인 역할을 담당하였기 때문에 상급 기관의 영향력에 상당부분 종속되었으며 종업원에 대해서도 평균주의가 완전히 극복되지는 못하였다.
또한 달성 목표를 설정할 때 하부 생산 단위와 상부 주관 기관 간 타협과 부정이 개입할 소지가 상존하였으며 반면 소형기업에 대해서는 기업의 자산 사용권과 경영 관리권을 경영자에게 유상 양도하여 경영자가 독자적으로 경영할 수 있는 임대제를 실시하였다.
소형 국유기업과 도시 집체기업 및 농촌의 향촌기업에 대해서는 주식 합작 기업으로 전환시키거나 민간 매각을 실시하였으며 주식 합작 기업에서는 근로자들이 주주로서 기업에 대한 소유권을 보유할 수 있었기 때문에 급속한 사유화가 초래할 정치사회적 문제를 회피하고 근로자들의 반발을 무마하기 위해 이들에게 주식을 균등 분배해주는 주식 합작 기업 제도를 민간 매각과 병행하여 실시하였다.
다음으로 중대형 국유기업은 국유 독자 회사 또는 주식 회사와 같은 법인으로의 전환을 유도하였으며 국가 안전과 관련된 업종, 하이테크 산업 등에 속하지 않는 국유 기업 중 경영이 극도로 악화된 국유기업은 퇴출시켰다.
1978년 이후 중국은 소유 형태를 다양화시키고 경영의 자율성을 확대하였으며 그결과 집체 소유, 각종 연합체 소유, 개인 소유 등의 형태를 띠는 사영기업이 출현하게 되었다. 
사영기업이란 기업의 자산이 개인 소유에 속하고 8명 이상의 노동자를 고용하여 영리활동에 종사하는 기업 혹은 경제조직을 말하고 또한, 농촌 경제를 개혁하는 과정에서 나타나게 된 개체경제의 활동 영역 확대 조치가 도시 부문의 개체상공호라 불리는 소규모 개인 기업의 허용으로 확대됨에 따라 상업과 서비스업을 중심으로 소규모 사적 기업의 활동이 확대되었다. 
중국 당국은 사영기업에 대해 대외 무역권을 부여하는 한편, 1999년에는 개인독자기업법을 제정하여 중국인들도 중국 내에 단독으로 개인 기업을 세울 수 있도록 하였다.

### 국가예산납부권 및 개인 투자 합법화 과정
또한 분권화 과정 중 나타난 중앙재정수입의 감소현상에 대응하여 조세체계의 정부를 통한 중앙재정수입의 증가를 도모하고자 하는 의도도 있으며 이개세 개혁은 기본적으로 국무원과 재정부에 의하여 추진되었으며 개별기업을 주관부문의 가부장적 통제와 보호에서 독립시키겠다는 의도를 갖고 있었다. 
이 제도의 구체적인 실시방법은 중형 및 대형 기업에 대하여 55%의 기업 소득세를 부과하고 소형기업에 대하여 10 - 55%의 누진적인 구조를 갖게 소득세를 부과하는 것을 골자로 하고 있다. 
제1단계 이개세하에서 납세후 이윤에 대하여 비슷하게 여러 가지 방식으로 국가 상납분과 기업 유보분으로 분배하도록 하였으며 이과정에서 납세액을 포함하는 총 상납액이 전년도와 같은 수준을 유지하도록 하였다.
원래 계획에 의하면 가격체계가 합리화 된 후에 실시하기로 되어 있던 제2단계 이개세하에서 이윤상납을 폐지하고 형식적으로는 납세가 이윤상납을 완전히 대체하도록 하였다.
1985년 1월부터 징수를 시작하였으며 제2단계 이개세는 일시적으로 효과를 거두었으며 문제는 회계제도와 감사제도가 아직 불완전한 상황에서 기업이 각양각색의 방법을 동원하 여 자신의 소득을 증가시키고 세금부담을 경감하려고 하였다는 점이다.
중화인민공화국은 2004년 헌법 개정을 통해 사유재산의 불가침을 법제화하고, 2005년 10월 16기 5중전회에서 발표된 제11차 5개년계획에서는 국가 핵심 기간 산업에 대한 개인의 투자를 허용하였다. 
또한, 2010년 5월 전체 36조로 구성된 민간투자가 건강하게 발전하도록 장려 유도하는 것에 관한 국무원의 약간의 의견을 발표하였으며 신 36조는 민간자본의 공공부문 투자 확대를 주 내용으로 하면서 민간 자본의 금융기관 설립, 공공주택 건설 허용, 석유, 전력, 통신 등 분야의 참여 장려 등의 내용을 포함하고 있다.

## 평가
현재 덩샤오핑의 평가는 천안문 항쟁의 풍운에도 불구하고 중국 개혁개방의 아버지로 불리는 만큼 평가가 좋은편이고 특히 이때의 이후로의 경제 성장률이 급속도로 올라가게 되었음을 알수가 있었다.

### 인플레이션 현상
하지만 단점 또한 명백히 존재를 하였는데 단기적으로 지방 당국과 생산 단위의 적극성이 제고되어 생산성이 비약적으로 증가되었으며 지방 당국과 생산 단위는 투자와 분배를 확대했고, 이는 곧바로 에너지 및 원자재의 공급 부족과 통화 팽창의 문제를 야기했고 그 결과, 에너지 - 원자재 - 소비재의 가격 폭등 현상이 나타났다.
지방 당국은 재정 수입 확대를 위해 이윤이 많이 나는 업종과 산업에 집중적으로 투자함으로써 중복 건설의 문제가 나타났고, 또한 기초 건설 분야에는 투자하지 않음으로써 산업 구조가 왜곡되었다.
중앙 당국의 거시경제 조절 능력은 약화되었고, 경제가 혼란 상태로 접어들면서 정치적 - 사회적 위기가 나타났으며 중앙당국은 이 같은 문제를 해결하기 위해 지방당국으로 이양했던 제반의 권리를 회수하고, 재정 - 통화 - 분배에서 긴축 정책을 전개했다.
이는 생산성 저하로 이어졌으며 그밖에 행정성 분권 또는 방권 양리 방식의 개혁은 지방 당국 간의 시장 봉쇄, 지방 당국과 기업의 유착, 국가 재력의 분산 등의 문제를 야기하기도 했다.

### 정치 개혁의 요구 및 개혁파 실각
다만 개혁 개방기 중화인민공화국의 정치를 포함한 현대 중화인민공화국의 정치사는 점진적 개혁이 아닌 불확실한 실험의 연속으로 이해 되어야 하며. 이는 근본적으로 중국의 정치 체제, 특히 지도부의 속성에 기인하는데, 덩샤오핑의 경우도 모택동의 사망과 자신의 복권이 이루어지고 5 ~ 6년 후인 1982년 9월 제12차 당대회를 통해 자신은 군, 후야오방은 당, 자오쯔양은 정을 맡는 3인 체제를 비로소 구성할 수 있었으나, 민주화 운동으로 인해 개혁 성향의 후야오방, 그리고 천안문 항쟁으로 인해 자오쯔양이 실각하는 과정을 겪은 사실이 이를 극명하게 방증하고 있다.
또한 덩샤오핑 자신도 1987년 10월 제13차 당대회에서 모든 당직에서 사퇴하고, 1989년 11월 중앙군사위원회 주석직에서도 사임했음에도 불구하고, 1997년 2월 사망 시까지 공식직함의 유무에 관계없이 중국의 최고지도자로 인정되었다.

## 같이 보기
- 자본주의
- 덩샤오핑 이론
- 시진핑 신시대 중국 특색 사회주의 사상